# Franska vintermeetinget
Franska vintermeetinget är en årlig serie travlopp för varmblodstravare som mestadels körs på Vincennesbanan i Paris i Frankrike från början av november till slutet av februari (ibland till början av mars). Det körs runt 800 lopp under denna period och delas ut över 45 miljoner euro i prispengar. Flera stora grupplopp för världseliten går av stapeln, däribland världens största travlopp Prix d'Amérique som körs sista söndagen i januari och är vintermeetingets höjdpunkt.
Under vintermeetingets första period fram till januari körs bland annat Prix de Bretagne, Prix du Bourbonnais, Prix de Bourgogne och Prix de Belgique som är de fyra B-loppen inför Prix d'Amérique. De tre främst placerade hästarna i respektive lopp får en inbjudan till att delta i världens största travlopp Prix d'Amerique. Även via de stora loppen Critérium Continental och Prix Ténor de Baune som körs i slutet av december erbjuds vinnaren en plats i Prix d'Amérique.
Under vintermeetingets sista två månader handlar det främst om de tre stora loppen Prix d'Amérique, Prix de France och Prix de Paris, vilka också är de tre lopp som utgör Triple Crown-loppen inom fransk travsport. En häst som segrar i dessa tre lopp under samma vinter får en Triple Crown och bonus på 300 000 euro. Fyra hästar har lyckats med bedriften sedan starten: Bold Eagle (2017), Bellino II (1976), Jamin (1959) och Gelinotte (1957 och 1956).
Under vintermeetinget 2016/2017 var Bold Eagle den vinstrikaste hästen med cirka 1 miljon euro insprunget. Sebastien Guarato var den vinstrikaste tränaren och Jean-Michel Bazire den vinstrikaste kusken. Den svenska tränare vars hästar sprang in mest pengar var Daniel Redén. Flest antal tränarsegrar tog dock Björn Goop med nio segrar. Totalt togs det 30 svenska tränarsegrar under vintermeetinget 2016/2017.

## Lopp under vintermeetinget
Ett urval av några av de större loppen som körs under vintermeetinget:
| Månad              | Lopp                         | Disciplin | Startmetod       | Distans | Ålder      | Travbana       | Grupp   |
| ------------------ | ---------------------------- | --------- | ---------------- | ------- | ---------- | -------------- | ------- |
| November           | Prix de Bretagne             |           | Fransk voltstart | 2 700 m | 4-9-åriga  | Vincennes      | Grupp 2 |
| November           | Prix Marcel Laurent          |           | Fransk voltstart | 2 100 m | 4-5-åriga  | Vincennes      | Grupp 2 |
| December           | Prix Doynel de Saint-Quentin |           | Fransk voltstart | 2 850 m | 5-åriga    | Vincennes      | Grupp 2 |
| December           | Critérium des 3 ans          |           | Fransk voltstart | 2 700 m | 3-åriga    | Vincennes      | Grupp 1 |
| December           | Prix Octave Douesnel         |           | Fransk voltstart | 2 700 m | 4-åriga    | Vincennes      | Grupp 2 |
| December           | Prix du Bourbonnais          |           | Fransk voltstart | 2 850 m | 4-9-åriga  | Vincennes      | Grupp 2 |
| December           | Prix de Vincennes            |           | Fransk voltstart | 2 700 m | 3-åriga    | Vincennes      | Grupp 1 |
| December           | Prix Ténor de Baune          |           | Fransk voltstart | 2 700 m | 5-åriga    | Vincennes      | Grupp 2 |
| December           | Critérium Continental        |           | Autostart        | 2 100 m | 4-åriga    | Vincennes      | Grupp 1 |
| December / Januari | Prix de Bourgogne            |           | Fransk voltstart | 2 100 m | 4-10-åriga | Vincennes      | Grupp 2 |
| Januari            | Prix de Cornulier            |           | Fransk voltstart | 2 700 m | 4-10-åriga | Vincennes      | Grupp 1 |
| Januari            | Prix de Belgique             |           | Fransk voltstart | 2 850 m | 4-10-åriga | Vincennes      | Grupp 2 |
| Januari            | Prix de Croix                |           | Fransk voltstart | 2 850 m | 5-åriga    | Vincennes      | Grupp 2 |
| Januari            | Prix de l'Île-de-France      |           | Fransk voltstart | 2 175 m | 5-10-åriga | Vincennes      | Grupp 1 |
| Januari            | Prix du Luxembourg           |           | Fransk voltstart | 2 100 m | 5-10-åriga | Vincennes      | Grupp 3 |
| Januari            | Prix d'Amérique              |           | Fransk voltstart | 2 700 m | 4-10-åriga | Vincennes      | Grupp 1 |
| Februari           | Prix de France               |           | Autostart        | 2 100 m | 4-10-åriga | Vincennes      | Grupp 1 |
| Februari           | Prix des Centaures           |           | Fransk voltstart | 2 200 m | 4-6-åriga  | Vincennes      | Grupp 1 |
| Februari           | Prix de Paris                |           | Fransk voltstart | 4 125 m | 4-10-åriga | Vincennes      | Grupp 1 |
| Februari           | Critérium des Jeunes         |           | Fransk voltstart | 2 700 m | 3-åriga    | Vincennes      | Grupp 1 |
| Mars               | Grand Critérium de Vitesse   |           | Autostart        | 1 609 m | 4-10-åriga | Cagnes-sur-Mer | Grupp 1 |
| Mars               | Prix de Sélection            |           | Fransk voltstart | 2 200 m | 4-6-åriga  | Vincennes      | Grupp 1 |